# Łyszkowice (województwo małopolskie)
Łyszkowice – wieś w Polsce położona w województwie małopolskim, w powiecie proszowickim, w gminie Koniusza.
W latach 1975–1998 miejscowość administracyjnie należała do województwa krakowskiego.
Łyszkowice graniczą z innymi miejscowościami takimi jak: Posądza, Koniusza, Polekarcice, Wronin, Biórków Mały, Biórków Wielki i Siedliska

## Części wsi
| SIMC    | Nazwa      | Rodzaj    |
| ------- | ---------- | --------- |
| 0323275 | Buciory    | część wsi |
| 0323281 | Kolonia    | część wsi |
| 0323298 | Krzyżówka  | część wsi |
| 0323306 | Rakowice   | część wsi |
| 0323329 | W Kącie    | część wsi |
| 0323335 | Wiktoryjka | część wsi |
| 0323341 | Zakarczmie | część wsi |

## Zabytki
Obiekt wpisany do rejestru zabytków nieruchomych województwa małopolskiego.
- Dwór z otoczeniem z podjazdem.

### Inne zabytki
- Biały Krzyż – postawiony został przez Kazimierza Girtlera, dzierżawce folwarku w Łyszkowicach w latach 1825–1831. Kamienny krzyż wykonany jest z bryły białego kamienia. Krzyż osadzony jest na kamiennym białym słupie sprowadzonym z Pińczowa. Również z Pińczowa pochodził wykonawca Białego Krzyża. Od strony północnej znajduje się nieczytelny napis w języku łacińskim.
- Kapliczka – została wybudowana z inicjatywy Ignacego i Ewy Ćwiklińskich w 1859 roku. Odnowiona w 1998 roku przy współudziale mieszkańców Łyszkowic oraz fundatorów Henrykę i Henryka Solarzów z Konina (woj. wielkopolskie). Henryk Solarz wywodził się z Łyszkowic. Ponowny remont nastąpił 2014 roku przez strażaków z Ochotniczej Straży Pożarnej w Łyszkowicach.